# Onthophagus oshimanus
Onthophagus oshimanus es una especie de insecto del género Onthophagus, familia Scarabaeidae, orden Coleoptera.

Fue descrita científicamente por Nakane en 1960.